# Rosa dei venti (storia)
La Rosa dei venti fu un'organizzazione segreta italiana di stampo neofascista con finalità anticomuniste, collegata con ambienti militari e individuata alla fine del 1973 dalla magistratura. L'organizzazione (che tempo dopo la stampa battezzò "Supersid" o "Sid parallelo", in base a considerazioni mai recepite dalla magistratura stessa), sarebbe nata negli anni sessanta contestualmente alla progettazione del Piano Solo, ed avrebbe avuto una sorta di battesimo del fuoco nella controguerriglia in Alto Adige.

## L'avvio delle indagini
L'esistenza di un'organizzazione pronta a mettere in atto una sorta di versione aggiornata del Piano Solo venne a conoscenza della questura di La Spezia tra il 26 e il 29 ottobre 1973 grazie all'eccentrico comportamento del medico Giampaolo Porta Casucci, un personaggio noto per le sue nostalgie filo-naziste. Casucci aveva consegnato a un sacerdote una borsa contenente documenti compromettenti e, una volta interrogato, mostrò alla squadra mobile ligure del materiale documentale occultato in una canonica, concernente un progetto di golpe e una lista di 1617 persone da eliminare.
La magistratura di La Spezia avviò un'inchiesta poi proseguita da quella di Padova, dal magistrato Giovanni Tamburino. Il 12 novembre furono spiccati dei mandati di cattura contro lo stesso Porta Casucci, il consigliere provinciale del MSI Giancarlo De Marchi e l'ex gerarca fascista Eugenio Rizzato. Vennero poi associati alla stessa inchiesta Sandro Rampazzo e Santo Sedona, arrestati pochi giorni prima per rapina. Alcuni giorni dopo emerse che sin dal 1969 la questura di Padova, dopo un sopralluogo in casa di Eugenio Rizzato, era già venuta in possesso di documenti simili a quelli sequestrati a Porta Casucci ma non li aveva ancora consegnati alla magistratura.
Il 21 novembre 1973 l'ex paracadutista viareggino Amedeo Orlandini rivelò di aver assistito a un colloquio tra Sandro Rampazzo e l'avvocato Giancarlo De Marchi, nello studio di quest'ultimo, dove aveva appreso che il colpo di Stato doveva essere effettuato il precedente giorno 5 ottobre, con la complicità di alti ufficiali dell'esercito. Cinque giorni dopo le indagini si estesero a Viareggio (LU) dove furono arrestati e poi tradotti nel carcere di Padovaː Roberto Cavallaro, il piccolo imprenditore edile Ignazio Cricchio, Franco Montani, Virgilio Camillo e l'assicuratore Alfredo Dacci. Successivamente Cricchio e Porta Casucci ottennero la libertà provvisoria per motivi di salute.

## L'inchiesta
Sul piano giudiziario, si cominciò ad aprire uno squarcio di luce quando Roberto Cavallaro iniziò a collaborare con i giudici di Padova. Dopo aver vissuto l'esperienza del sessantotto francese, Cavallaro era stato per un qualche periodo attivista sindacale prima nella CISL e poi nella CISNAL. Nel 1972, dopo un breve idillio con l'MSI, era passato a posizioni più radicali, fondando (con altri) il Gruppo Alfa, un'organizzazione di picchiatori della "Milano bene", che aveva un certo seguito soprattutto alla "Cattolica". In quel momento svolgeva a Verona un simulato ruolo di magistrato militare, per essere più facilmente contattato dai servizi segreti.
Fino al momento dell'arresto (novembre 1973) Cavallaro avrebbe partecipato a quello che lui chiamava colpo dello Stato, agli ordini di un'imprecisata "organizzazione" che tirava le fila della Rosa dei venti e di tanti altri gruppi eversivi di ogni colore, utilizzati prima di tutto come leve di provocazione (il disordine crea la necessità di riportare ordine). Una delle prime fonti (1974) che teorizzò apertamente il collegamento tra Rosa dei venti e gli Stati Uniti — pur senza addurre elementi a sostegno di tale congettura — fu la rivista L'Espresso. I membri del comitato dovevano godere di un nulla osta sicurezza (NOS) di livello superiore al COSMIC, ufficialmente il livello N.O.S. di rango più elevato. Questa selettività ultra-istituzionale determinava strane situazioni, poiché talora personalità di massimo spicco istituzionale non erano considerate abbastanza affidabili, e di conseguenza il super-comitato poteva anche decidere di agire per provocare il "siluramento" politico del soggetto indesiderato.

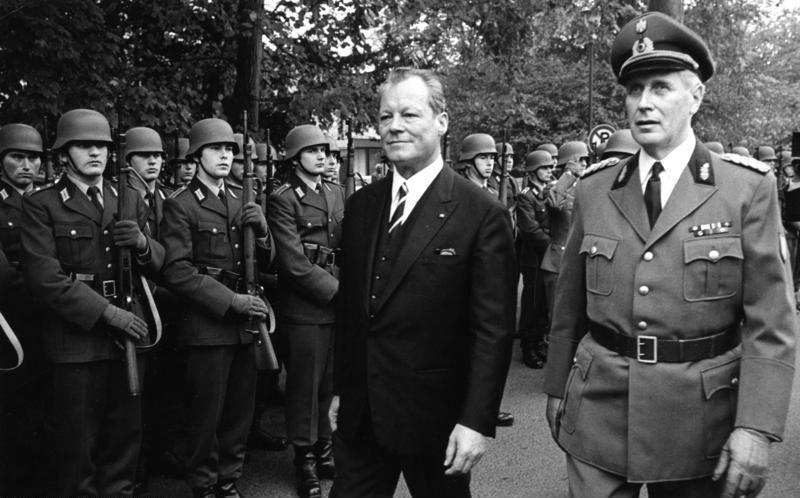
Bonn, 1969. Willy Brandt passa in rassegna una formazione della Bundesgrenzschutz.

 Questo sarebbe avvenuto, ad esempio, a Willy Brandt.
Poiché l'"organismo di sicurezza" aveva la missione principale di arrestare un'eventuale ascesa al potere di forze comuniste nei paesi del blocco occidentale, la principale difficoltà per comprendere la materia (aggravata dalle reticenze che l'hanno caratterizzata) è quella di individuare la reale natura dei supposti rapporti tra "organismo di sicurezza" e Gladio.
All'epoca, peraltro, l'indagine della magistratura inquirente portò dapprima alla ribalta tre nomi di un certo spessore militare: il generale Francesco Nardella, già comandante dell'Ufficio guerra psicologica di FTASE Verona, il suo successore tenente colonnello Angelo Dominioni ed il tenente colonnello Amos Spiazzi, vicecomandante del secondo gruppo artiglieria da campagna e comandante del relativo «Ufficio I».
Forte di queste rivelazioni, Tamburino emise un mandato di arresto nei confronti di Amos Spiazzi e iniziò a interrogarlo, sino ad indurlo ad invocare un abboccamento riservato con il generale Vito Miceli, capo del Servizio Informazioni Difesa (ex SIFAR). Tamburino avrebbe voluto trasformare il semplice abboccamento in un confronto diretto da mettere agli atti d'indagine ma ciò gli fu reso impossibile dal rifiuto di Miceli di incontrare Spiazzi. Forse perché si era visto "scaricare" dai vertici dei servizi, Spiazzi uscì allora dall'ostinato riserbo mantenuto sino al momento, e rilasciò una serie di dichiarazioni che in gran parte concordavano con quelle di Cavallaro. In particolare confermò che l'"organizzazione" era «parallela alla struttura "I" ufficiale [ed era] sempre stata un'organizzazione in funzione anticomunista.»
Amos Spiazzi in proposito parlò di:
(Tribunale di Padova. Verbale di confronto tra gli imputati Spiazzi Amos e Cavallaro Roberto del 3-4 maggio 1974, dinanzi al G.I. dottor Giovanni Tamburino)
Inoltre Spiazzi dichiarò che nella tarda primavera del 1973 attraverso canali ufficiali della gerarchia militare e con il ricorso a comunicazioni in codice secondo standard NATO - avrebbe ricevuto l'ordine di mettersi dapprima in contatto con due imprenditori liguri, e poi di recarsi a prendere ordini successivi presso la cosiddetta Piccola Caprera, un luogo sul lago di Garda considerato un sacrario fascista. La telefonata in questione sarebbe pervenuta da una caserma dei carabinieri di Vittorio Veneto (TV), all'epoca comandata dal maggiore Mauro Venturi, colui che successivamente sarebbe stato preposto ai Centri di controspionaggio di Roma. Secondo l'apposita Commissione parlamentare sul terrorismo in Italia, costituita nell'ambito della XIII legislatura, sarebbe stato questo l'atto di avvio ufficiale della fase operativa del complotto.
Nei mesi successivi Tamburino trasformò l'accusa di Spiazzi, De Marchi, Rizzato, Cavallaro e Rampazzo (tutti già agli arresti) in "cospirazione politica mediante associazione" (art. 305, c.p.) ed emise altri mandati di arresto, con la stessa accusa, nei confronti di Francesco Nardella, Dario Zagolin, Elio Massagrande (tutti irreperibili) e dell'ingegnere Andrea Mario Piaggio, titolare dell'azienda immobiliare finanziatrice dell'organizzazione. La collaborazione di Spiazzi ebbe comunque termine quando il generale Antonio Alemanno, capo dell'Ufficio Sicurezza del SID, gli ingiunse di "non coinvolgere altri".
Di fatto per cercare di avere i nomi di chi avesse dato gli ordini a Spiazzi, il giudice Tamburino arrivò a scrivere una lettera al Presidente della Repubblica Giovanni Leone: "Un'inchiesta giudiziaria aveva rivelato l'esistenza di un'organizzazione segreta alla quale appartenevano ufficiali dell'esercito; un membro dell'organizzazione, il tenente colonnello Amos Spiazzi, sosteneva di avere ricevuto l'ordine di prendere contatto con una banda di estremisti di destra e di finanziarla; l'ufficiale, per rivelare il nome di chi gli aveva dato quell'ordine, aveva chiesto il consenso di un superiore; era avvenuto un regolare confronto tra il tenente colonnello e un generale, il generale Alemanno, delegato dal capo del Sid generale Miceli: il generale Alemanno, presenti due magistrati e l'avvocato difensore, aveva ordinato al tenente colonnello Spiazzi, anche con cenni convenzionali, di non rivelare il nome del militare che gli aveva dato quell'ordine." Tamburino chiese al Capo dello Stato "che fosse designato un generale di grado superiore a quello di Alemanno e che fosse messo nelle condizioni di offrire una effettiva collaborazione alla giustizia liberando il tenente colonnello Spiazzi dal vincolo del segreto".
Successivamente, Tamburino spiccò un mandato di arresto allo stesso Vito Miceli per falso ideologico. Miceli fu clamorosamente arrestato il 31 ottobre 1974 presso il Tribunale di Roma (mentre stava rendendo un interrogatorio avanti diversi magistrati per l'inchiesta sul golpe Borghese).
Miceli - che aveva accusato un malore mentre stava per essere rapidamente tradotto in carcere a Padova - riuscì ad evitare l'effettiva incarcerazione, mutandola in ricovero presso l'Ospedale Militare del Celio.

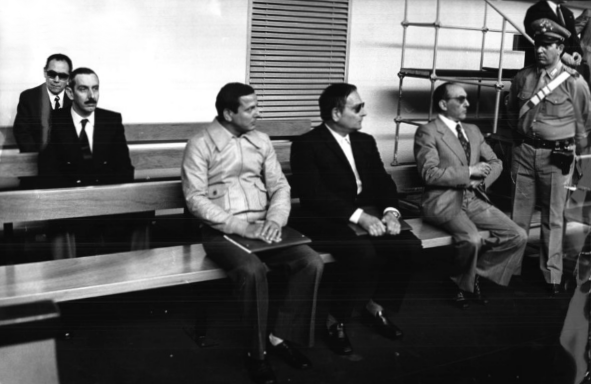
Amos Spiazzi (secondo da sinistra) al banco degli imputati durante il processo per il golpe Borghese.

La corte di cassazione intervenne il 30 dicembre 1974, ordinando il trasferimento dell'inchiesta alla procura di Roma che stava portando avanti le indagini sul golpe Borghese. Tale inchiesta riguardava sostanzialmente un fatto differente benché vi fosse la comunanza di alcuni nomi. Come sostiene lo storico Paul Ginsborg, la scelta non sembra casuale dato che la magistratura romana si dimostrò «meno tenace di Tamburino nel proseguire le indagini».
L'inchiesta giudiziaria fu infatti lasciata arenare, perché - si motivò - non era possibile raggiungere la prova che la telefonata ricevuta da Spiazzi, con l'ordine di mettersi in contatto con altre formazioni per azioni "antimarxiste", sia realmente avvenuta e davvero ascrivibile al maggiore Mauro Venturi. Di conseguenza, non approfondendo l'attivazione di questo "organismo di sicurezza" (definizione di Spiazzi) sovrapponibile con i vertici degli Uffici "I" delle nostre forze armate, in sovranazionale coordinamento con gli analoghi comandi degli alleati NATO fu preclusa in partenza ogni possibilità di scoprire i veri termini del piano eversivo. Tutto fu quindi ricondotto nei tranquilli binari del «complotto di pensionati», come venne poi definito il golpe Borghese. In un secondo momento inoltre, il pubblico ministero Claudio Vitalone invocò il segreto di Stato e sulla questione cadde il silenzio.
Il 27 novembre 1984 la corte d'assise d'appello di Roma, assolse gli imputati dall'accusa di cospirazione con la formula "perché il fatto non sussiste" motivando - tra l'altro - come segueː «se è pur vero che la cospirazione politica mediante associazione va considerata reato di pericolo, ed anzi, di pericolo indiretto, sembra ragionevole ritenere che per la concreta realizzazione della fattispecie delittuosa, sia indispensabile, quanto meno, che il pactum criminis intervenuto fra i congiurati e la societas sceleris dai medesimi creata abbiano un'effettiva potenzialità lesiva dei beni che la norma incriminatrice intende salvaguardare: non è possibile, infatti, specialmente nell'attuale clima di garantismo liberaldemocratico che si vogliano sanzionate con pene pesanti come quelle dianzi indicate mere farneticazioni da gerontocomio o da circolo dopolavoristico, o pure e semplici corbellerie da retrobottega di farmacia di provincia, sicuramente insuscettibili di qualsiasi pratico sviluppo operativo». L'assicuratore ed ex Guardia Nazionale della RSI Alfredo Dacci, l'imprenditore edile viareggino Ignazio Cricchio, Franco Montani e Giampaolo Porta Casucci furono peraltro condannati a una pena compresa tra un anno e otto mesi e un anno e quattro mesi per il reato di detenzione e porto di arma da fuoco.
Il 25 marzo 1986 la corte di cassazione confermò la sentenza d'appello che divenne esecutiva.

## Elementi non acquisiti in sede processuale perché coperti da segreto di Stato o emersi successivamente
Nel 1983 il colonnello Spiazzi, risultando nell'elenco degli appartenenti alla P2, rinvenuto a Castiglion Fibocchi (AR) nella villa di Licio Gelli, fu convocato dalla Commissione parlamentare d'inchiesta sulla loggia massonica. Ritenendosi esonerato dal segreto in relazione a situazioni che egli stesso non giudicava (o non giudicava più) pienamente legittime, svelò qualche maggior dettaglio sull'"organismo di sicurezza" di cui aveva fatto cenno prima di esser "tacitato" dal suo superiore generale Alemanno. Si apprese così dell'esistenza di due livelli organizzativi: 
- quello inferiore dei "nuclei sicuri", alimentati da persone che risultavano politicamente affidabili in forza di specifiche relazioni dei carabinieri ("modelli D"), sostanzialmente rappresentava una schiera di riserva, da allarmare eventualmente al bisogno;
- quello superiore, di alta segretezza, costituente una vera forza d'intervento per situazioni di grave perturbamento politico-sociale, con lo scopo dichiarato "per non restare alla finestra, ma per intervenire, per sedare la situazione, bloccarla e poi eventualmente decidere in merito".[33][34]

La selezione dei partecipanti, secondo Spiazzi, sarebbe stata curata dai carabinieri, dagli ufficiali "I" e dai centri di mobilitazione, e - sul piano della pura attitudine operativa - mirava a cooptare elementi paramilitari, ovvero persone congedate dalle forze armate oppure anche solo "gente che ha ricevuto un addestramento di tipo particolare". (È facile notare le analogie con le dichiarazioni di Parri nell'ambito della “Commissione SIFAR".)
Spiazzi confermò quanto da lui dichiarato l'anno precedente alla Commissione parlamentare d'inchiesta sulle stragi, e cioè che, in occasione del golpe Borghese, aveva fatto parte del contingente che stava per occupare Sesto San Giovanni, quando un repentino contrordine (Esigenza Triangolo) aveva trasformato l'atto insurrezionale in una semplice esercitazione.
Anche il nome di Vito Miceli risultò nell'elenco degli appartenenti alla P2 rinvenuto a Castiglion Fibocchi. Questi riuscì a trascorrere poco tempo in stato di arresto, giocando proficuamente la carta del silenzio, cui lo costringeva, a suo dire, il segreto politico-militare a riguardo di un "Super SID" che del resto non ebbe mai a smentire.
Indagini più recenti hanno trovato collegamenti fra la Rosa dei Venti ed alcuni gravi attentati di quel 1973. Secondo quanto riportato in un'ordinanza-sentenza del giudice istruttore Guido Salvini (1995):
"il 17 maggio 1973, la bomba ananas lanciata da Gianfranco Bertoli ha ucciso quattro persone e ferito molte altre dinanzi alla Questura di Milano, in via Fatebenefratelli. Alla luce delle recenti emergenze dell'istruttoria del G.I. dr. Lombardi può dirsi certo il collegamento fra l'autore materiale del fatto ed i congiurati padovani della Rosa dei venti e l'ambiente ordinovista veneto".
Inoltre scrive ancora il giudice Salvini: il colonnello Amos Spiazzi, già imputato nel processo per la Rosa dei Venti, che ha voluto spiegare quale fosse effettivamente, a cavallo degli anni '70, il suo ruolo svelando di avere diretto la Legione di Verona dei Nuclei per la Difesa dello Stato, una sorta di seconda Gladio che ha operato fra il 1968 e il 1973. Poiché tale struttura era coordinata dallo Stato Maggiore dell'Esercito e quindi era in qualche modo "ufficiale", Spiazzi ha voluto così rivendicare a sé il "merito" di avere guidato una struttura formalmente illegale ma, secondo la sua visione, sostanzialmente lecita intendendosi per legalità sostanziale il fine di difendere all'epoca il nostro Paese dal pericolo comunista.

## Il ruolo negli attentati in Alto Adige negli anni sessanta

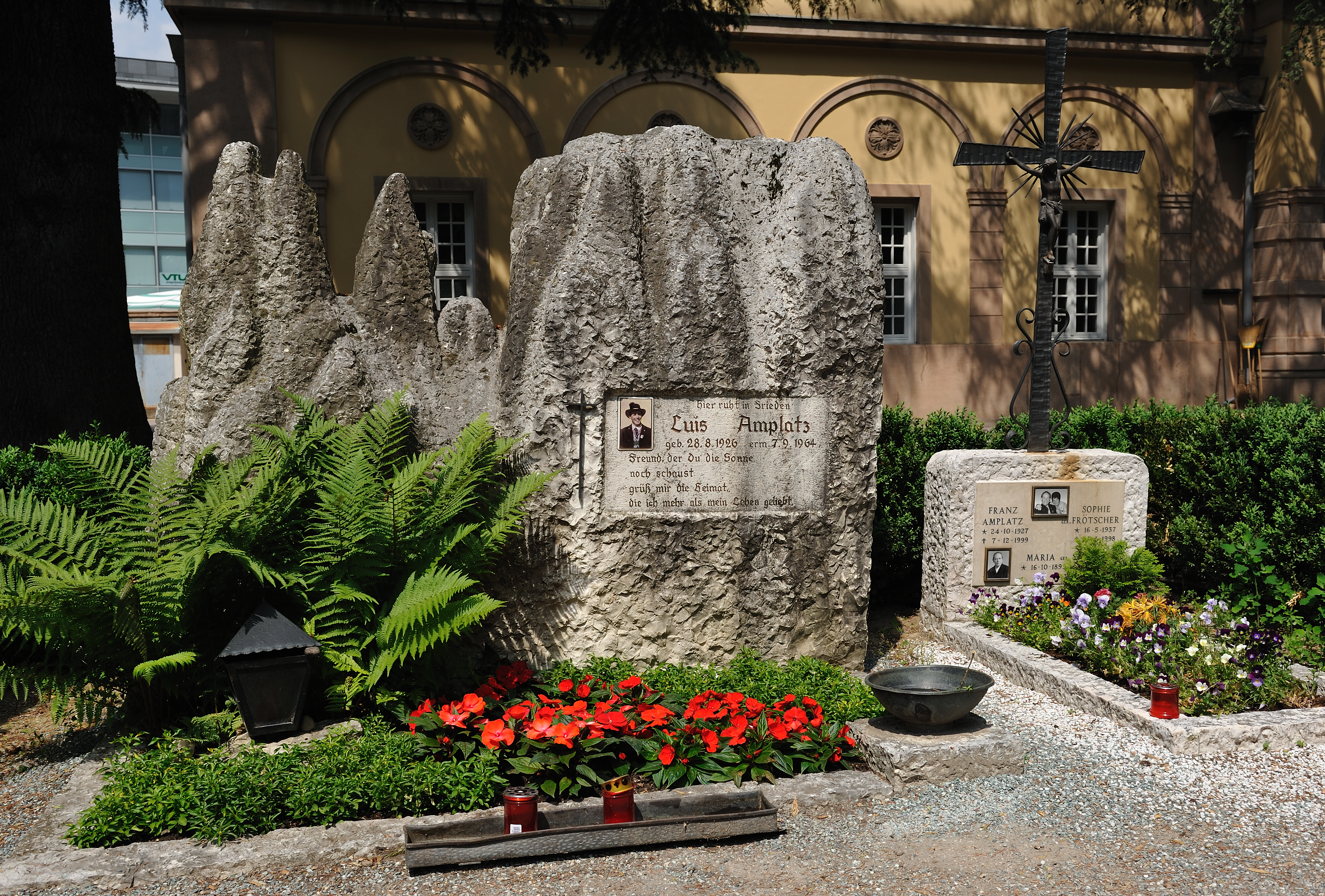
Tomba di Luis Amplatz

Un'altra parte delle tardive rivelazioni Spiazzi riguarda il ruolo della Rosa dei venti negli attentati dinamitardi in Alto Adige.
Spiazzi precisò che gli era stato spiegato da un superiore che gli attentati erano utili ad "interessi di carattere globale". Riferì di aver catturato personalmente "due carabinieri del SIFAR" mentre preparavano un attentato ma i due soggetti gli erano poi stati sottratti da altri carabinieri ed agenti di polizia. Questo episodio aveva segnato la fine della sua avventura altoatesina.
Non è chiaro se la "Rosa dei venti" si limitasse alla strumentalizzazione degli atti eversivi commessi dagli indipendentisti altoatesini o se arrivasse a perpetrare direttamente gli attentati stessi. Rimane il fatto che nel maggio 1966, nella casa livornese del componente dell'organizzazione eversiva Elio Massagrande, fu rinvenuto un vero e proprio arsenale di armi ed esplosivi Massagrande, a detta di Spiazzi, deteneva un rilevante numero di armi procurate dai carabinieri e fu poi assolto dal tribunale di Verona, che accettò di considerarlo un innocuo collezionista di cimeli.
La natura a dir poco singolare delle operazioni di sicurezza in Alto Adige trova riscontro ulteriore nelle testimonianze di altri due ufficiali che vi presero parte. Giancarlo Giudici, all'epoca dei fatti tenente colonnello a capo di un battaglione mobile dei carabinieri, riporta che il 12 settembre 1964 un suo superiore, il colonnello Franco Marasco, gli avrebbe ordinato di fucilare quindici civili durante un rastrellamento a Montassilone, come forma di rappresaglia. Giudici avrebbe rifiutato l'ordine e, per questo motivo, avrebbe successivamente rischiato la destituzione e un processo per insubordinazione.
Il generale Giorgio Manes nel proprio diario ripetutamente annota frasi del tipo: "Molti attentati in AA furono simulati dai CS." — "Anche rappresaglie dimostrative dopo recente morte di due CC appaiono di marca CS." L'attentato a Georg Klotz ed Alois (o Luis) Amplatz sarebbe pure risultato dalla collaborazione di servizi italiani, nostre forze di polizia e autorità politiche.

## L'analisi storico-politica
Si afferma oggi con sicurezza che la Rosa dei venti sia stata un'organizzazione paragonabile a Gladio, una sorta di filiale locale di un servizio di intelligence NATO operante parallelamente - e su un piano superiore - rispetto ai servizi ufficialmente riconosciuti. Di questa realtà iniziatica si vuole vedere un riflesso nel provvedimento con cui nel 1978 la corte di cassazione tolse a Giovanni Tamburino la titolarità dell'indagine che minacciava di violare il mistero dell'apparato in esame.
La vicenda investigativa nasce fortuitamente cinque anni prima (1973). Quasi certamente era collegata ad un tentativo di colpo di Stato del 1973, successivo a quello denominato "golpe Borghese", che aveva annoverato nelle sue file esponenti di primo piano come Junio Valerio Borghese, Stefano Delle Chiaie e altri membri e simpatizzanti della destra eversiva italiana, oltre ad alti membri delle forze armate e dei servizi segreti italiani. Probabile era inoltre un legame con i servizi segreti della NATO. Inoltre negli stessi mesi del 1974 in cui si svolge l'inchiesta del giudice Tamburino, coinvolgendo ufficiali e uomini dei servizi segreti, avvengono le stragi di Brescia e quella dell'Italicus, oltre che altri attentati terroristici gravi - spesso ai treni - come l'attentato di Vaiano (PO) e quello di Silvi Marina (TE).
Un'altra delle acquisizioni valide sul piano storico è l'asseverazione dell'azione dispiegata dalla Rosa dei venti in Alto Adige. Insurrezionalisti come Norbert Burger e Peter Kienesberger avrebbero cooperato strettamente con il SIFAR. Contestualmente, sarebbero stati attivi in Alto Adige numerosi funzionari dei servizi, tra cui Carlo Ciglieri, Giulio Grassini, il già ricordato Federico Marzollo ed Angelo Pignatelli. Significativamente, gravitavano al contempo nella medesima area neofascisti vari, tra cui il già nominato Franco Freda, Carlo Fumagalli, esponente del Movimento di Azione Rivoluzionaria (MAR), l'ordinovista Elio Massagrande e Sandro Rampazzo. Anni dopo, rendendo un interrogatorio, Spiazzi avrebbe avuto a compiacersi dell'opera svolta in Alto Adige — che definì "pacificato" e preservato dai "germi distruttori" (contestazione, tensioni sociali...) - rammaricandosi che tale azione - disturbata da interferenze dell'apparato garantista - non avesse potuto dispiegare i suoi virtuosi effetti sull'intero territorio nazionale.